# Polaroïd Experience
Polaroïd Expérience è il quinto album in studio del rapper francese Youssoupha, pubblicato il 28 settembre 2018 da Bomayé Musik.

## Tracce
1. Polaroïd Experience	(5:29)
2. La Cassette	(01:34)
3. Devenir Vieux (05:01)
4. M'en Aller	(03:13)
5. Avoir De L'argent (04:12)
6. Les Sentiments A L'envers (03:47)
7. Alléluia / 1989	(04:41)
8. Par Amour (03:36)
9. Niama Na Yo	(01:59)
10. Devant (03:28)
11. Mourir Ensemble	(04:05)
12. Le Jour Ou J'ai Arreté Le Rap (04:35)